# Ерні Міллс (велогонщик)
Ерні Міллс (англ. Harry Hill, 8 травня 1916 — 31 січня 2009) — британський велогонщик.
Бронзовий призер Олімпійських Ігор 1936 року в командній гонці переслідування на 4000 м.